# جایکو
جایکو یک شبکه اجتماعی میکروبلاگینگ مشابه توییتر بود. جایکو توسط جیری انگلستروم و پتری کوپونن در فوریه ۲۰۰۶ در فنلاند تأسیس و در ژوئیه همان سال عرضه شد. جایکو در ۹ اکتبر ۲۰۰۷ توسط گوگل خریداری شد. دفتر این شرکت، در زمان استقلال، در هلسینکی بود.